# Hình sự hóa đồng tính luyến ái

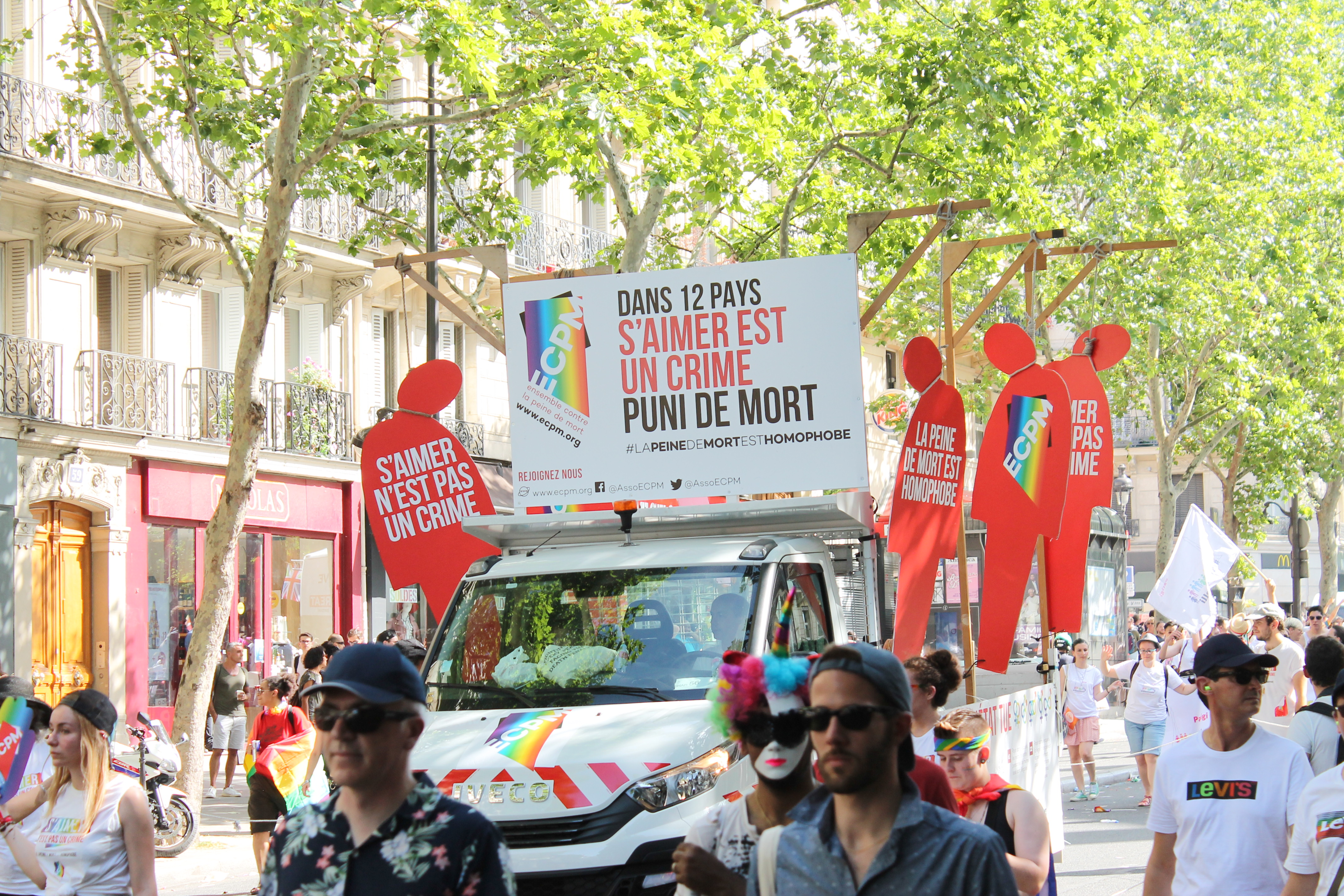
Khẩu hiệu "Tình yêu không có tội" tại Paris Pride 2019

Hình sự hóa đồng tính luyến ái là việc phân biệt một số hoặc tất cả các hành vi tình dục giữa nam giới và ít thường xuyên hơn giữa nữ giới trở thành một tội hình sự. Trong hầu hết mọi trường hợp, những điều luật này không được thực thi đối với hành vi tình dục đồng giới nhưng chúng vẫn góp phần vào việc cảnh sát truy quét, kỳ thị và bạo lực đối với những người đồng tính và song tính. Những hệ quả khác bao gồm làm trầm trọng thêm dịch HIV vì việc xử phạt hình sự với người đồng tính làm ngăn cản tiếp cận của những cá nhân này đến việc tìm kiếm sự chăm sóc phòng ngừa hoặc điều trị nhiễm HIV.
Việc hình sự hóa đồng tính luyến ái thường được biện minh bởi những tư tưởng đã bị giới khoa học bác bỏ như đồng tính có thể lây lan hoặc do dân chúng ghê tởm đối với đồng tính, trong nhiều trường hợp dựa trên sự chỉ trích đối với đồng tính luyến ái của các tôn giáo Abraham như Do Thái giáo, Kitô giáo và Hồi giáo. Những lập luận chống lại việc hình sự hóa đồng tính luyến ái bắt đầu thực thi trong Thời kỳ Khai Sáng. Những phản đối ban đầu bao gồm khó khăn trong việc thực thi, sự xâm phạm quá mức của nhà nước vào cuộc sống riêng tư và niềm tin tin rằng hình sự hóa không phải là cách hiệu quả để giảm thiểu tỷ lệ người đồng tính luyến ái. Những phản đối sau đó bao gồm lập luận cho rằng đồng tính luyến ái nên được xem là một căn bệnh thay vì là một tội ác, về nhân quyền của những người đồng tính tuyến ái và rằng đồng tính luyến ái không trái về mặt đạo đức.
Ở nhiều quốc gia, việc hình sự hóa đồng tính luyến ái dựa trên các bộ luật kế thừa từ Đế quốc Anh. Đối với Đế quốc thực dân Pháp thì đã không dẫn đến việc hình sự hóa đồng tính luyến ái vì nó đã bị bãi bỏ tại Pháp trong cuộc cách mạng Pháp nhằm lại bỏ ảnh hưởng của tôn giáo khỏi luật hình sự. Tại các quốc gia khác, việc hình sự hóa đồng tính luyến ái còn dựa trên luật Sharia. Một làn sóng phi hình sự hóa lớn bắt đầu diễn ra sau chiến tranh thế giới thứ hai ở phương Tây. Sau đó, nó lan rộng trên toàn cầu và đạt đỉnh điểm vào những năm 1990. Trong những năm gần đây, nhiều quốc gia châu Phi đã tăng cường thực thi luật chống đồng tính luyến ái do chính trị hóa và niềm tin sai lầm rằng đồng tính luyến ái được du nhập từ phương Tây. Tính đến năm 2021, đồng tính luyến ai bị hình sự hóa trên luật (de jure) ở 67 quốc gia thành viên Liên Hợp Quốc và trên thực tế (de facto) ở hai quốc gia khác; ít nhất sáu quốc gia trong số này có án tử hình vì tội đồng tính luyến ái.

## Lịch sử

### Thời kỳ cổ đại đến cận hiện đại

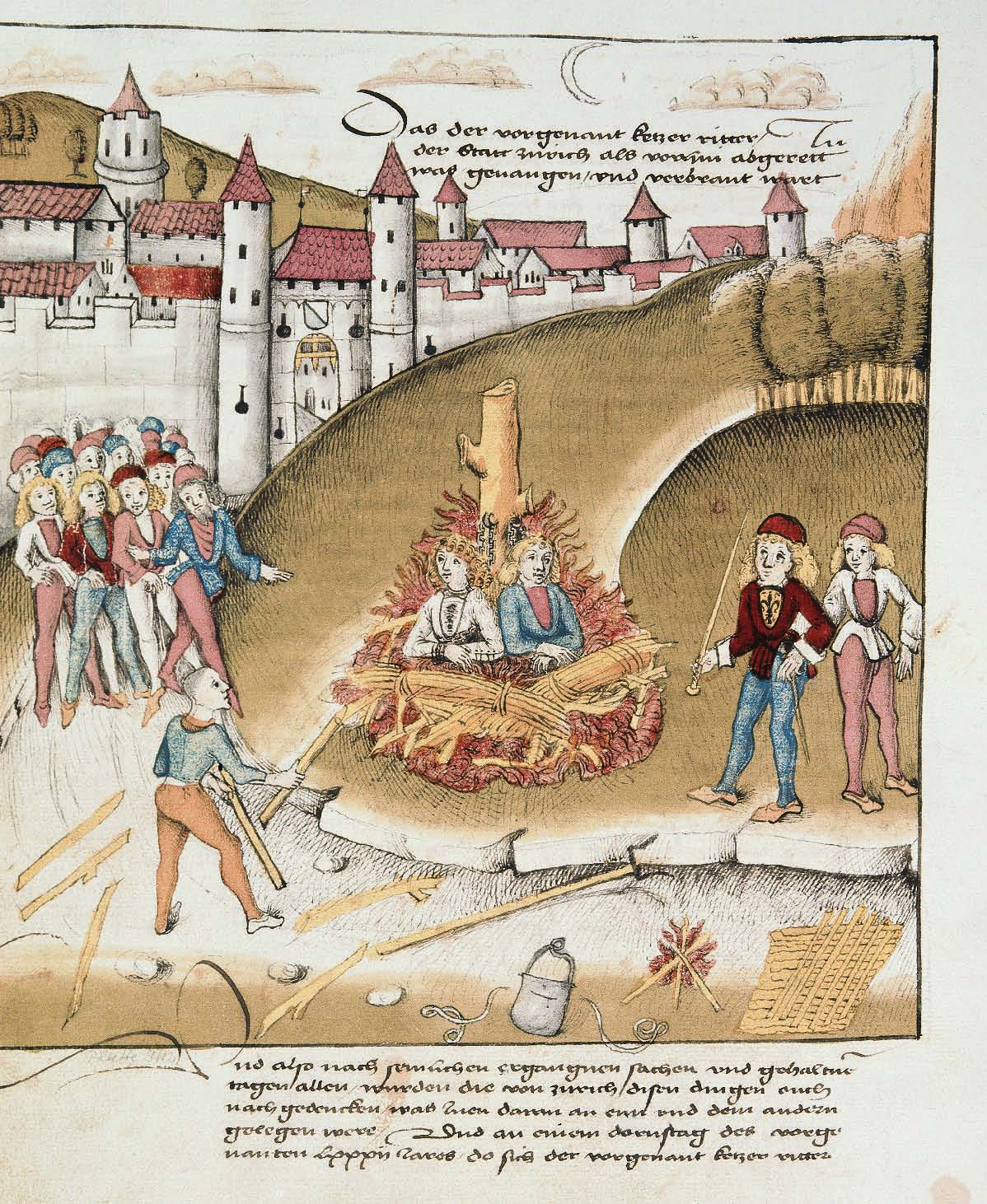
Thiêu hiệp sĩ Richard Puller von Hohenburg cùng người hầu trước tường thành Zürich vì tội kê gian, 1482.

Trong luật Assyria có một đoạn đề cập về việc trừng phạt các mối quan hệ đồng tính luyến ái, nhưng vẫn còn tranh cãi điều này đề cập đến các mối quan hệ được đồng thuận hay không được đồng thuận. Thuở đầu tiên của luật La Mã đề cập đến quan hệ đồng giới là Lex Scantinia. Mặc dù trên thực tế văn bản của luật này đã bị mất, nhưng có thể nó bao gồm việc cấm các công dân La Mã tự do tham gia vai trò thụ động trong hành vi tình dục đồng tính. Kitô giáo hóa Đế chế La Mã đã thay đổi các tập tục xã hội để ngày càng không chấp nhận hành vi đồng tính luyến ái. Vào thế kỷ thứ sáu, hoàng đế Justinianus I của Đế quốc Đông La Mã đã đưa ra các điều luật khác chống lại tình dục đồng giới và đề cập đây là những hành vi "trái với tự nhiên". Sách luật Syro-La Mã có ảnh hưởng mạnh mẽ trong luật pháp truyền thống Trung Đông, đặc biệt là ở Lebanon đã quy định án tử hình đối với tội đồng tính luyến ái. Một số bộ luật hình sự của Ottoman đã kêu gọi phạt tiền đối với tội kê gian (liwat), nhưng những bộ luật khác không đề cập đến hành vi phạm tội. Trong khi đó, ở miền Trung Mexico vào thế kỷ 15, hành vi đồng tính luyến ái giữa những người đàn ông có thể bị trừng phạt bằng cách mổ bụng và thiêu sống trong tro nóng.
Vào cuối thời Trung Cổ, nhiều khu vực pháp lý ở châu Âu bắt đầu bổ sung các lệnh cấm kê gian và luật thế tục và tăng cường thực thi, với các đội chống tội phạm tình dục xuất hiện ở một số thành phố châu Âu. Trong một số trường hợp, nạn nhân còn bị trừng phát bằng cách điều tra và tố cáo, trong những trường hợp khác thì bị phạt tiền hoặc là đốt địa điểm diễn ra hành vi hoặc nơi ở những người tham gia. Hình phạt tử hình đối với tội kê gian càng phổ biến ở châu Âu trong thời kỳ cận đại. Không rõ luật kê gian đã được thực thi nghiêm ngặt như thế nào nhưng một giả thuyết cho rằng việc thực thi như những hoảng loạn xã hội, trong đó những người đồng tính luyến ái là vật tế thần. Quốc vương Anh Henry VIII đã hệ thống hóa việc cấm đồng tính luyến ái ở Anh thành luật thế tục với đạo luật Buggery 1533, một nỗ lực giành thế thượng phong trong cuộc đấu tranh tôn giáo Cải cách Anh. Luật này, dựa trên sự cấm đoán tôn giáo trong sách Lêvi đã quy định hình phạt tử hình đối với tội kê gian (quan hệ tình dục qua đường hậu môn).

### Tác động của chủ nghĩa thực dân và chủ nghĩa đế quốc

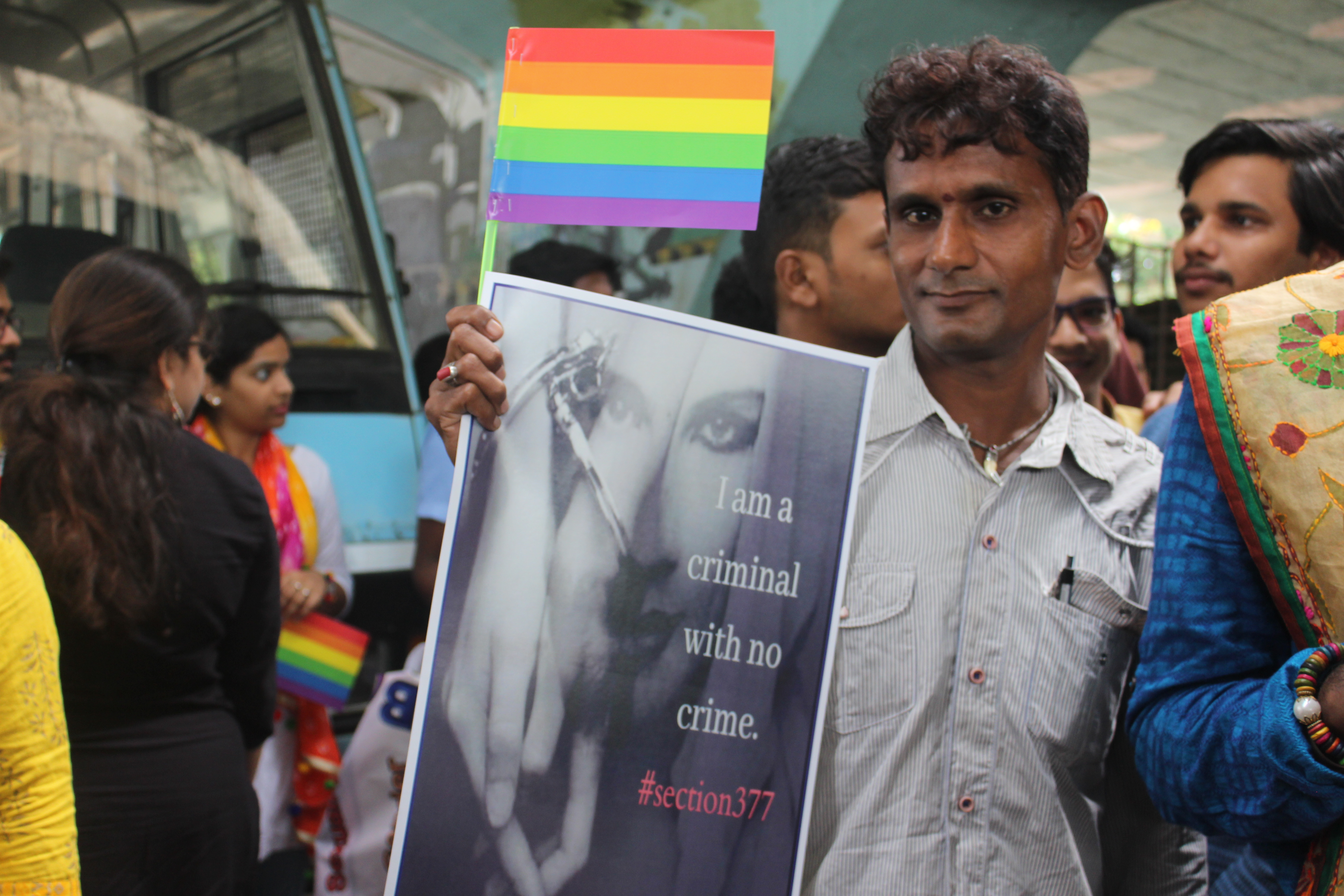
Người tham gia mang áp phích chống lại mục 377 trong Cuộc diễu hành Tự hào Bhubaneswar, Ấn Độ

Nhiều khu vực pháp lý hiện nay hình sự hóa đồng tính luyến ái thường dựa trên bộ luật hình sự thuộc địa được thông qua dưới sự cai trị của Đế quốc Anh. Bộ luật Hình sự Ấn Độ và mục 377 hình sự hóa đồng tính luyến ái đã được áp dụng cho một số thuộc địa của Anh ở châu Á, châu Phi và châu Đại Dương. Bộ luật Hình sự Wright được soạn thảo cho Jamaica cũng đã được thông qua ở Honduras, Tobago, Saint Lucia và Gold Coast. Bộ luật Stephen được thông qua ở Canada (và dạng sửa đổi bổ sung ở New Zealand) mở rộng việc hình sự hóa đồng tính luyến ái để bao gồm bất kỳ hoạt động đồng tính nào. Bộ luật Griffith đã được thông qua tại Úc và một số quốc gia thuộc khối thịnh vượng chung khác bao gồm Nauru, Nigeria, Kenya, Tanzania, Papua New Guinea, Zanzibar, Uganda và Israel. Sau khi bộ luật được thiết lập, luật chống đồng tính luyến ái thường được duy trì theo quán tính và được dưa  vào hầu hết các bộ luật hình sự hậu thuộc địa. Một số khu vực đã thông qua luật được dựa trên luật hình sự hóa đồng tính luyến ái của Anh, trong khi các thuộc địa cũ khác của Anh hình sự hóa đồng tính luyến ái dưới ảnh hưởng của luật Sharia. Cả Trung Quốc và Nhật Bản, vốn trong lịch sử không có xử phạt đồng tính luyến ái cũng đã hình sự hóa nó dựa trên các mô hình của phương Tây và sau đó đã hủy bỏ nó.
Trong cuộc Cách mạng Pháp năm 1791, Quốc hội Lập hiến Pháp đã bãi bỏ luật chống đồng tính luyến ái như một phần của việc thông qua bộ luật mới mà không chịu ảnh hưởng của Kitô giáo. Mặc dù thảo luận chưa bao giờ đề cập về vấn đề đồng tính luyến ái, nhưng nó cũng đã được phi hình sự hóa ở Pháp kể từ đó. Trước đây, việc này có thể bị xử phạt bằng cách thiêu sống, mặc dù chuyện này hiếm khi được thi hành. Việc bãi bỏ tội phạm kê gian đã được quy định trong bộ luật hình sự năm 1810. Các cuộc chinh phạt của Napoléon và việc áp dụng bộ luật dân sự cùng bộ luật hình sự theo mô hình của Pháp đã dẫn đến việc bãi bỏ tội phạm đồng tính ở nhiều địa phương và thay thế từ tử hình sang bỏ tù ở nhiều nơi khác. Thông qua việc chiếm đóng quân sự hoặc mô phỏng bộ luật hình sự Pháp, các quốc gia bán đảo Scandinavia, Tây Ban Nha, Hà Lan, Bồ Đào Nha, Bỉ, Nhật Bản và các thuộc địa lẫn lãnh thổ của Pháp — bao gồm phần lớn Mỹ Latinh — đã phi hình sự hóa đồng tính luyến ái. Các thuộc địa cũ của Pháp ít có khả năng hình sự hóa đồng tính luyến ái hơn so với các thuộc địa của Anh. Đế quốc Ottoman thường được coi là đã phi hình sự hóa đồng tính luyến ái vào năm 1858 khi nước này thông qua bộ luật hình sự lấy cảm hứng từ Pháp, nhưng Elif Ceylan Özsoy đã lập luận cho rằng đã được phi hình sự hóa từ trước. Tuy nhiên, một số người đàn ông ở Ottoman đã bị tử hình vì tội kê gian, trong đó có hai cậu bé ở Damascus vào năm 1807.
Việc Đức thống nhất đã đảo ngược một số lợi ích trong các cuộc chinh phạt của Napoléon khi nước này thống nhất thông qua bộ luật hình sự của Phổ vào năm 1871, tái áp đặt tội phạm đồng tính luyến ái ở một số khu vực. Ở Đức, lệnh cấm đồng tính luyến ái không thường xuyên được thi hành cho đến năm 1933. Trong giai đoạn Đức Quốc Xã trị vì từ năm 1933 đến năm 1945, ước tính đã có khoảng 57.000 nam giới bị kết tội vi phạm đoạn 175. Chưa bao giờ trong lịch sử nhân loại hoặc kể từ đó có nhiều người đồng tính bị kết án trong một thời gian ngắn như vậy. Hàng nghìn nam giới đã bị cầm tù và giết chết trong các trại tập trung của Đức Quốc Xã. Tây Đức đã kết án một số nam giới theo cùng điều luật cho đến năm 1969, khi đồng tính luyến ái được phi hình sự hóa một phần. Trong khi đó tại Đế quốc Nga, đồng tính luyến ái bị xem là tội phạm vào năm 1835 và phi hình sự hóa vào năm 1917 do cuộc cách mạng Nga. Việc hình sự hóa sau đó đã được khôi phục vào năm 1934 với hình phạt nghiêm khắc hơn trước mà không rõ lý do.

### Xu hướng phi hình sự hóa sau chiến tranh thế giới thứ hai

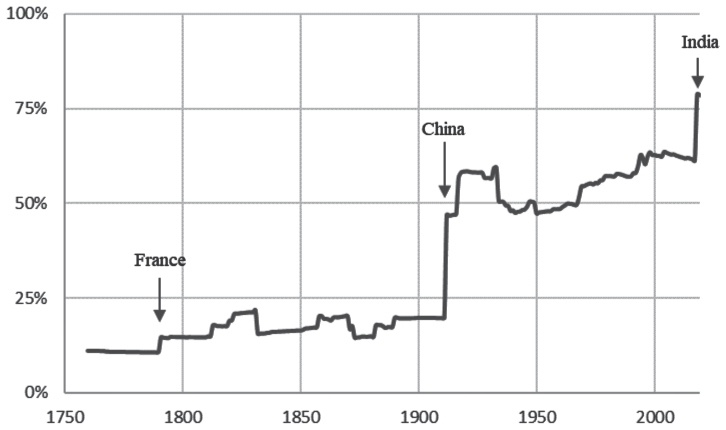
Tỷ lệ dân số thế giới sống ở quốc gia hành vi đồng tính luyến ái không bị hình sự hóa, 1760–2020

Trong những thập kỷ sau chiến tranh thế giới thứ hai, luật chống đồng tính luyến ái đã được tăng cường thực thi ở Tây Âu và Hoa Kỳ. Trong những năm 1950 đến năm 1960, xu hướng phi hình sự hóa đồng tính luyến ái với tuổi đồng ý cao hơn so với các mối quan hệ dị giới; mô hình này đã được nhiều tổ chức quốc tế khuyến nghị để ngăn nam giới trẻ tuổi trở thành đồng tính luyến ái. Cuối cùng thì nhiều nơi đã thông qua việc một phần hình sự hóa đồng tính luyến ái như ở Vương quốc Anh (1967), Canada (1969) và Tây Đức (1969), hoặc thông qua việc một phần xử phạt hành vi đồng tính như ở Bỉ, nơi có luật chống hành vi đồng tính có hiệu lực đầu tiên từ năm 1965.
Một làn sóng phi hình sự hóa đã diễn ra vào cuối thế kỷ 20. 90% các thay đổi đối với các luật này kéo dài từ năm 1945 cho đến năm 2005 liên quan đến việc tự do hóa hoặc bãi bỏ. 80% việc bãi bỏ kéo dài từ năm 1972 cho đến năm 2002 được thực hiện bởi các cơ quan lập pháp và phần còn lại do các luật bị tòa án tuyên bố là vi hiến. Việc phi hình sự hóa khởi nguồn từ châu Âu và châu Mỹ sau đó lan rộng ra toàn cầu vào những năm 1980. Tốc độ phi hình sự đạt đến đỉnh điểm vào năm 1990. Sau khi Liên Xô tan rã, nhiều nước cộng hòa thuộc Liên Xô đã phi hình sự hóa đồng tính luyến ái, nhưng ở nhiều nước Trung Á khác vẫn giữ nguyên các luật này. Vào năm 1997, Trung Quốc đã phi hình sự hóa đồng tính luyến ái. Sau cuộc chiến pháp lý kéo dài, Tòa án Tối cao Ấn Độ đã đưa ra phán quyết việc hình sự hóa đồng tính luyến ái đã vi phạm Hiến pháp Ấn Độ trong phán quyết năm 2018 khi Navtej Singh Johar kiện Liên bang Ấn Độ.
Giải thích cho những thay đổi pháp lý này là do sự quan tâm ngày càng cao đối với nhân quyền và quyền tự chủ của cá nhân cùng tác động của cuộc cách mạng tình dục những năm 1960. Xu hướng ngày càng chú ý đề quyền cá nhân trong các luật liên quan đến tính dục đã được ghi nhận trên khắp thế giới, nhưng triến triển chậm hơn ở một số khu vực, chẳng hạn như Trung Đông. Các nghiên cứu đã phát hiện ra rằng hiện đại hóa, được đo bằng Chỉ số phát triển con người hoặc GDP bình quân đầu người và toàn cầu hóa (chỉ số toàn cầu hóa KOF) có mối tương quan nghịch với việc hình sự hóa đồng tính luyến ái.

### Chống phi hình sự hóa
Châu Phi là lục địa duy nhất mà việc phi hình sự hóa đồng tính luyến ái không phổ biến kể từ giữa thế kỷ 20. Ở châu Phi, một trong những lý do chính ủng hộ việc hình sự hóa đồng tính luyến áo là nhằm "bảo vệ trật tự công cộng, đạo đức, văn hóa, tôn giáo và trẻ em khỏi những chương trình nghị sự đồng tính luyến ái của đế quốc" gắn liền với Bắc Bán Cầu. Những tuyên bố như vậy bỏ qua thực tiễn là nhiều nền văn hóa bản địa châu Phi đã chấp nhận đồng tính luyến ái và trong lịch sử việc hình sự hóa đồng tính luyến ái vốn được bắt nguồn từ chủ nghĩa thực dân Anh. Tại Trung Đông, đồng tính luyến ái bị xem là công cụ thống trị của phương Tây cũng vì lý do tương tự.
Việc sử dụng áp lực quốc tế nhằm hợp pháp hóa đồng tính luyến ái đã mang nhiều kết quả trái chiều ở Châu Phi. Mặc dù việc này dẫn đến tự do hóa ở một số quốc gia, nhưng nó cũng khiến dư luận hoài nghi về những yêu cầu này và khuyến khích các quốc gia thông qua luật thậm chí còn hạn chế hơn để chống lại những gì được xem là áp lực của chủ nghĩa thực dân mới. Các chính trị gia cũng có thể sử dụng đồng tính luyến ái để đánh lạc hướng khỏi các vấn đề khác. Sau quá trình phi thực dân hóa, một số thuộc địa cũ của Anh đã mở rộng luật chỉ nhắm mục tiêu vào nam giới để bao gồm luôn cả hành vi đồng giới của phụ nữ. Những quốc gia khác, đặc biệt là các quốc gia có đa số người Hồi giáo đã thông qua luật mới để hình sự hóa hành vi đồng tính luyến ái. Ở nhiều quốc gia châu Phi, luật chống đồng tính luyến ái ít được thực thi trong nhiều thập kỷ chỉ để thấy việc thực thi ngày càng gia tăng, chính trị hóa và kêu gọi các hình phạt khắc nghiệt hơn kể từ năm 1990. Những lời kêu gọi này thường bắt nguồn từ các tổ chức tôn giáo trong nước. Sự trỗi dậy của chủ nghĩa phúc âm và đặc biệt là phong trào Ngũ tuần đã làm gia tăng việc chính trị hóa đồng tính luyến ái khi các nhà thờ này tham gia vào các cuộc vận động chống đồng tính luyến ái như một hình thức kiến thiết đất nước.

### Hiện nay
Tính đến năm 2020, 21% dân số thế giới đang sống trong các quốc gia nơi xem đồng tính luyến ái như một tội phạm. Trong báo cáo tháng 12 năm 2020 của Hiệp hội Đồng tính, Song tính, Chuyển giới và Lưỡng tính Quốc tế (ILGA) đã phát hiện đồng tính luyến ái bị xem là tội phạm ở 67 quốc gia trong số 193 quốc gia thành viên của Liên Hợp Quốc và một vùng lãnh thổ độc lập, quần đảo Cook, trong khi hai quốc gia thành viên Liên Hợp Quốc là Iraq và Ai Cập hình sự hóa thực tế mà không có trong luật. Tại ít nhất 6 quốc gia thành viên Liên Hợp Quốc bao gồm Brunei, Iran, Mauritanie, Nigeria (chỉ phía Bắc Nigeria), Ả Rập Xê Út và Yemen sẵn sàng xử phạt đồng tính luyến ái bằng hình thức tử hình. Tất cả các quốc gia này đều sử dụng hình phạt tử hình trực tiếp hoặc gián tiếp dựa trên luật Sharia. Hai phần ba các quốc gia hình sự hóa hoạt động tình dục giữa nam giới cũng hình sự hóa hoạt động tình dục giữa nữ giới. Năm 2007, đã có năm quốc gia đã xử tử một người vì hành vi đồng tính luyến ái. Vào năm 2020, ILGA đã gọi Iran và Ả Rập Xê Út là các quốc gia duy nhất diễn ra các vụ hành quyết vì hoạt động đồng giới. Trong khi các quốc gia khác chẳng hạn như Yemen, Somalia, Iraq và Libya, các vụ hành quyết ngoài vòng pháp luật được thực hiện bởi Al-Shabaab, Nhà nước Hồi giáo Iraq và Levant hoặc Al-Qaeda. Năm 2021, Téa Braun của Human Dignity Trust đã ước tính có khoảng 71 triệu người thuộc cộng đồng LGBT sống ở các quốc gia xem đồng tính luyến ái là tội phạm.

Hình sự hóa
Hợp pháp hóa 1791–1850
Hợp pháp hóa 1850–1945
Hợp pháp hóa 1946–1989
Hợp pháp hóa 1990–nay
Không rõ tình trạng
Luôn hợp pháp

## Phạm vi của luật
Luật chống đồng tính luyến ái coi một số hoặc tất cả các hành vi tình dục giữa những người cùng giới là một tội ác. Trong khi một số luật quy định cụ thể hành vi nào là bất hợp pháp nhưng một số luật khác lại sử dụng cụm từ mơ hồ như "tội ác chống lại tự nhiên", "hành vi trái tự nhiên", "khiếm nhã" hoặc "hành vi vô đạo đức". Một số luật chỉ hình sự hóa quan hệ tình dục qua đường hậu môn trong khi một số luật bao gồm cả quan hệ tình dục bằng đường miệng hoặc thủ dâm lẫn nhau. Một số luật kê gian nhắm rõ mục tiêu đến các cặp đôi đồng giới, trong khi một số luật khác áp dụng cho một tập hợp các hành vi tình dục có thể được thực hiện bởi các cặp đôi dị tính, nhưng dù theo cách nào thì chúng thường chỉ được hiểu và thực thi đối với các cặp đôi cùng giới. Nam quan hệ tình dục cùng giới thường bị hình sự hóa hơn so với Nữ quan hệ tình dục cùng giới và không có quốc gia nào chỉ hình sự hóa hoạt động tình dục giữa phụ nữ. Điều này là do có nhiều niềm tin cho rằng sự khêu gợi giữa những người phụ nữ không thực sự là tình dục và nó sẽ không cám dỗ phụ nữ tránh xa quan hệ tình dục khác giới. Không giống như các luật khác hình sự hóa các hành vi tình dục cụ thể, bản sửa đổi Labouchère của Anh năm 1885 và bản sửa đổi đoạn 175 của Đức năm 1935 chỉ đơn giản là hình sự hóa bất kỳ hành vi tình dục nào giữa hai người đàn ông. Cả hai bộ luật đều khiến việc kết án nam giới đồng tính luyến ái dễ dàng hơn, dẫn đến sự bùng nổ số lượng người bị kết án.
Hình phạt mỗi nơi mỗi khác nhau, từ phạt tiền hoặc phạt tù ngắn hạn cho đến án tử hình. Một số luật nhắm mục tiêu vào cả hai đối tác trong hành vi quan hệ tình dục, trong khi trong một số trường hợp khác, hình phạt là không bình đẳng hai bên. Ở nhiều quốc gia, việc hình sự hóa áp dụng cho toàn bộ lãnh thổ của đất nước, thì ở một số nước, các bang hoặc chính quyền địa phương lại thông qua luật hình sự của riêng họ đối với đồng tính luyến ái, chẳng hạn như tỉnh Aceh. Hầu hết các luật hình sự hóa đồng tính luyến ái đều được hệ thống hóa trong luật thành văn, nhưng ở một số quốc gia như 
Ả Rập Xê Út lại dựa trên việc áp dụng trực tiếp luật hình sự Hồi giáo.
Ngay cả ở những quốc gia không có luật cụ thể chống đồng tính luyến ái, người đồng tính luyến ái vẫn có thể bị hình sự hóa một cách không phù hợp theo các luật khác, chẳng hạn như những luật nhắm vào hành vi khiếm nhã, trụy lạc, mại dâm, khiêu dâm, vô gia cư hoặc phơi nhiễm HIV. Ở một số quốc gia như (trong lịch sử) Trung Quốc và (hiện tại) Ai Cập và Indonesia, những luật như vậy được coi là tội phạm hóa đồng tính luyến ái de facto. Một phân tích của Hoa Kỳ cho thấy, thay vì bị bắt trực tiếp theo luật kê gian, "hầu hết các vụ bắt giữ người đồng tính luyến ái đến từ luật gạ gẫm, gây mất trật tự và lảng vảng, dựa trên giả định rằng người đồng tính luyến ái (không giống như người dị tính), theo định nghĩa, là những người tham gia vào hoạt động bất hợp pháp". Vào năm 2014, Nigeria đã thông qua Đạo luật (Cấm) Hôn nhân Đồng giới 2013, hình sự hóa những người tổ chức hôn lễ đồng giới với án tù 5 năm. Mặc dù đồng tính luyến ái đã là việc bất hợp pháp, nhưng luật này đã dẫn đến việc đàn áp những người đồng tính ở Nigeria ngày càng gia tăng. Luật chống đồng tính luyến ái năm 2023 của Uganda là luật đầu tiên quy định việc xác định đơn giản LGBT là bất hợp pháp.

#### Sách
- Asal, Victor; Sommer, Udi (2016). Legal Path Dependence and the Long Arm of the Religious State: Sodomy Provisions and Gay Rights across Nations and over Time (bằng tiếng Anh). SUNY Press. ISBN 978-1-4384-6325-4.
- Braun, Téa (2020). "Dignity in Diversity: Dismantling the Criminalisation of Sexual Orientation and Gender Identity Using the Right to Dignity". Human Dignity and International Law (bằng tiếng Anh). Brill. tr. 138–153. ISBN 9789004435650.
- Claassen, Cheryl; Ammon, Laura (2022). Religion in Sixteenth-Century Mexico: A Guide to Aztec and Catholic Beliefs and Practices (bằng tiếng Anh). Cambridge University Press. ISBN 978-1-316-51838-0.
- Dynes, Wayne R.; Donaldson, Stephen (1992). Homosexuality: Discrimination, Criminology, and the Law (bằng tiếng Anh). Garland Pub. ISBN 978-0-8153-0551-4.
- El-Rouayheb, Khaled (2009). Before Homosexuality in the Arab-Islamic World, 1500-1800 (bằng tiếng Anh). University of Chicago Press. ISBN 978-0-226-72990-9.
- George, Robert P. (1995). "Social Cohesion and the Legal Enforcement of Morals: A Reconsideration of the Hart—Devlin Debate". Making Men Moral: Civil Liberties and Public Morality. Oxford University Press. ISBN 978-0-19-826024-0.
- Giles, Geoffrey J. (2010). "The Persecution of Gay Men and Lesbians During the Third Reich". The Routledge History of the Holocaust. Routledge. tr. 385–396. ISBN 978-0-203-83744-3.
- Goldberg, Naomi G.; Mallory, Christy; Hasenbush, Amira; Stemple, Lara; Meyer, Ilan H. (2019). "Police and the Criminalization of LGBT People". The Cambridge Handbook of Policing in the United States. Cambridge University Press. tr. 374–391. ISBN 978-1-108-42055-6.
- Gloppen, Siri; Rakner, Lise (2020). "LGBT rights in Africa". Research Handbook on Gender, Sexuality and the Law. ISBN 9781788111157.
- Han, Enze; O'Mahoney, Joseph (2018). British Colonialism and the Criminalization of Homosexuality: Queens, Crime and Empire (bằng tiếng Anh). Routledge. ISBN 978-1-351-25618-6.
- Kane, Melinda D. (2015). "Decriminalizing Homosexuality: Gaining Rights through Sodomy Law Reform". The Ashgate Research Companion to Lesbian and Gay Activism. Routledge. ISBN 978-1-315-61314-7.
- Kaoma, Kapya (2018). Christianity, Globalization, and Protective Homophobia: Democratic Contestation of Sexuality in Sub-Saharan Africa. Springer International Publishing. ISBN 978-3-319-66341-8.
- Khan, Tawseef (2019). "Sexual orientation and refugee law: how do legal sanctions criminalizing homosexuality engage the definition of persecution?". Research Handbook on International Refugee Law. Edward Elgar Publishing. tr. 310–323. ISBN 978-0-85793-281-5.
- Kurimay, Anita (2020). Queer Budapest, 1873-1961 (bằng tiếng Anh). University of Chicago Press. ISBN 978-0-226-70579-8.
- Marhoefer, Laurie (2015). Sex and the Weimar Republic: German Homosexual Emancipation and the Rise of the Nazis (bằng tiếng Anh). University of Toronto Press. ISBN 978-1-4426-1957-9.
- Rich, Timothy; Dahmer, Andi; Eliassen, Isabel (2020). "Historical Views of Homosexuality: Asia". The Oxford Encyclopedia of LGBT Politics and Policy (bằng tiếng Anh). Oxford University Press.
- Sibalis, Michael David (1996). "The Regulation of Male Homosexuality in Revolutionary and Napoleonic France, 1789–1815". Homosexuality in Modern France. Oxford University Press. ISBN 978-0-19-509303-2.
- Theobald, Michael (2021). "Paul and Same-Sex Sexuality". "Who Am I to Judge?": Homosexuality and the Catholic Church (bằng tiếng Anh). De Gruyter. ISBN 978-3-11-070518-8.
- Tobin, Robert Deam (2015). Peripheral Desires: The German Discovery of Sex (bằng tiếng Anh). University of Pennsylvania Press. ISBN 978-0-8122-4742-8.
- Tolino, Serena (2020). "LGBTQI Rights in the Middle East and North Africa". The Oxford Handbook of the Sociology of the Middle East (bằng tiếng Anh). Oxford University Press. ISBN 978-0-19-008748-7.
- Virgili, Tommaso (2021). Islam, Constitutional Law and Human Rights: Sexual Minorities And Freethinkers In Egypt And Tunisia (bằng tiếng Anh). Routledge. ISBN 978-0-429-53509-3.
- Vleugel, Vincent (2020). Culture in the State Reporting Procedure of the UN Human Rights Treaty Bodies: How the HRC, the CESCR and the CEDAWCee Use Human Rights as a Sword to Protect and Promote Culture, and as a Shield to Protect Against Harmful Culture (PDF) (bằng tiếng Anh). Intersentia. ISBN 978-1-83970-006-4.
- Whisnant, Clayton J. (2016). Queer Identities and Politics in Germany: A History, 1880–1945 (bằng tiếng Anh). Columbia University Press. ISBN 978-1-939594-10-5.
- Zollner, Barbara (2010). "Mithliyyun or Lutiyyun? Neo-orthodoxy and the debate on the unlawfulness of same-sex relations in Islam". Islam and Homosexuality (bằng tiếng Anh). ABC-CLIO. tr. 193–222. ISBN 978-0-313-37903-1.

#### Tạp chí
- Alexander, Rustam (2018). "Soviet Legal and Criminological Debates on the Decriminalization of Homosexuality (1965–75)". Slavic Review (bằng tiếng Anh). Quyển 77 số 1. tr. 30–52. doi:10.1017/slr.2018.9. ISSN 0037-6779.
- Anabtawi, Samer (2022). "Snatching Legal Victory: LGBTQ Rights Activism and Contestation in the Arab World". Arab Law Quarterly. Quyển 36 số 4–5. tr. 383–421. doi:10.1163/15730255-bja10112. ISSN 1573-0255.
- Arimoro, Augustine Edobor (2021). "Interrogating the Criminalisation of Same-Sex Sexual Activity: A Study of Commonwealth Africa". Liverpool Law Review (bằng tiếng Anh). Quyển 42 số 3. tr. 379–399. doi:10.1007/s10991-021-09280-5. ISSN 1572-8625.
- Arreola, Sonya; Santos, Glenn-Milo; Beck, Jack; Sundararaj, Mohan; Wilson, Patrick A.; Hebert, Pato; Makofane, Keletso; Do, Tri D.; Ayala, George (2015). "Sexual Stigma, Criminalization, Investment, and Access to HIV Services Among Men Who Have Sex with Men Worldwide". AIDS and Behavior (bằng tiếng Anh). Quyển 19 số 2. tr. 227–234. doi:10.1007/s10461-014-0869-x. ISSN 1573-3254. PMID 25086670.
- Awondo, Patrick (2016). "Religious Leadership and the Re-Politicisation of Gender and Sexuality in Cameroon". Journal of Theology for Southern Africa. Bản gốc lưu trữ ngày 21 tháng 3 năm 2023. Truy cập ngày 23 tháng 4 năm 2023.
- Beachy, Robert (2010). "The German Invention of Homosexuality". The Journal of Modern History. Quyển 82 số 4. tr. 801–838. doi:10.1086/656077.
- Cichowitz, Cody; Rubenstein, Leonard; Beyrer, Chris (2018). "Forced anal examinations to ascertain sexual orientation and sexual behavior: An abusive and medically unsound practice". PLOS Medicine (bằng tiếng Anh). Quyển 15 số 3. tr. e1002536. doi:10.1371/journal.pmed.1002536. ISSN 1549-1676. PMC 5856262. PMID 29547659.{{Chú thích tạp chí}}:  Quản lý CS1: DOI truy cập mở nhưng không được đánh ký hiệu (liên kết)
- Dupont, Wannes (2019). "Pas de deux, out of step: Diverging chronologies of homosexuality's (de)criminalisation in the Low Countries". Tijdschrift voor Genderstudies. Quyển 22 số 4. tr. 321–338. doi:10.5117/TVGN2019.4.001.DUPO.
- Fize, William (2020). "The Homosexual Exception? The Case of the Labouchère Amendment". Cahiers victoriens et édouardiens (bằng tiếng Anh). số 91 Printemps. doi:10.4000/cve.7597. ISSN 0220-5610.
- Goodman, Ryan (2001). "Beyond the Enforcement Principle: Sodomy Laws, Social Norms, and Social Panoptics". California Law Review. Quyển 89 số 3. tr. 643–740. doi:10.2307/3481180. JSTOR 3481180.
- Gupta, Kamil (2012). "The Global Decriminalization of Homosexuality". Criminal Law & Justice Weekly. Quyển 176 số 43. tr. 614. ISSN 1741-4555.
- Hagopian, Amy; Rao, Deepa; Katz, Aaron; Sanford, Sallie; Barnhart, Scott (2017). "Anti-homosexual legislation and HIV-related stigma in African nations: what has been the role of PEPFAR?". Global Health Action. Quyển 10 số 1. tr. 1306391. doi:10.1080/16549716.2017.1306391. PMC 5496073. PMID 28580879.
- Haskins, Susan (2014). "The influence of Roman laws regarding same-sex acts on homophobia in Africa". African Human Rights Law Journal. Quyển 14 số 2. tr. 393–411. hdl:10520/EJC165015.
- Hildebrandt, Achim (2014). "Routes to decriminalization: A comparative analysis of the legalization of same-sex sexual acts". Sexualities. Quyển 17 số 1–2. tr. 230–253. doi:10.1177/1363460713511105.
- Hildebrandt, Achim; Trüdinger, Eva-Maria; Wyss, Dominik (2019). "The Missing Link? Modernization, Tolerance, and Legislation on Homosexuality". Political Research Quarterly. Quyển 72 số 3. tr. 539–553. doi:10.1177/1065912918797464.
- Karimi, Ahmad; Bayatrizi, Zohreh (2019). "Dangerous positions: Male homosexuality in the new penal code of Iran". Punishment & Society. Quyển 21 số 4. tr. 417–434. doi:10.1177/1462474518787465.
- Leckey, Robert (2020). "'Repugnant': Homosexuality and Criminal Family Law". University of Toronto Law Journal. Quyển 70 số 3. tr. 225–244. doi:10.3138/utlj.2019-0051.
- Lemke, Richard (2020). "The association of the availability of offline gay scenes and national tolerance of homosexuality with gay and bisexual men's sexual online dating behavior". Computers in Human Behavior. Quyển 104. tr. 106172. doi:10.1016/j.chb.2019.106172. S2CID 210443272.
- Linhart, Karin M. (2005). "Decriminalization of Homosexuality and Its Effects on Family Rights: A German-US-American Comparison". German Law Journal. Quyển 6 số 6. tr. 943–965. doi:10.1017/S2071832200014048.
- McEwen, Haley (2019). "Suspect sexualities: contextualizing rumours of homosexuality within colonial histories of population control". Critical African Studies. Quyển 11 số 3. tr. 266–284. doi:10.1080/21681392.2019.1670701.
- Mignot, Jean-François (2022). "Decriminalizing homosexuality: A global overview since the 18th century". Annales de démographie historique. số 143. tr. 115–133. doi:10.3917/adh.143.0115. ISSN 0066-2062.
- Ozsoy, Elif Ceylan (2021). "Decolonizing Decriminalization Analyses: Did the Ottomans Decriminalize Homosexuality in 1858?". Journal of Homosexuality. Quyển 68 số 12. tr. 1979–2002. doi:10.1080/00918369.2020.1715142. hdl:10871/120331. PMID 32069182.
- Schwartz, Sheree R, và đồng nghiệp (2015). "The immediate effect of the Same-Sex Marriage Prohibition Act on stigma, discrimination, and engagement on HIV prevention and treatment services in men who have sex with men in Nigeria: analysis of prospective data from the TRUST cohort". The Lancet HIV. Quyển 2 số 7. tr. e299 – e306. doi:10.1016/S2352-3018(15)00078-8. PMC 4481876. PMID 26125047.
- Schwartz, Michael (2021). "Homosexuelle im modernen Deutschland: Eine Langzeitperspektive auf historische Transformationen" [Homosexuals in Modern Germany: A Long-Term Perspective on Historical Transformations]. Vierteljahrshefte für Zeitgeschichte. Quyển 69 số 3. tr. 377–414. doi:10.1515/vfzg-2021-0028.
- Seckinelgin, Hakan (2018). "Same-sex lives between the language of international LGBT rights, international aid, and anti-homosexuality" (PDF). Global Social Policy. Quyển 18 số 3. tr. 284–303. doi:10.1177/1468018118795989.
- Seo, Hyeon-Jae (2017). "Origins and Consequences of Uganda's Brutal Homophobia". Harvard International Review. Quyển 38 số 3. tr. 44–47. ISSN 0739-1854.
- Sinclair, Ken; Ross, Michael W. (1986). "Consequences of Decriminalization of Homosexuality: A Study of Two Australian States". Journal of Homosexuality. Quyển 12 số 1. tr. 119–127. doi:10.1300/J082v12n01_07. PMID 3841666.
- Strenski, Ivan (2020). "On the Jesuit-Maronite Provenance of Lebanon's Criminalization of Homosexuality". Journal of Law and Religion. Quyển 35 số 3. tr. 380–406. doi:10.1017/jlr.2019.42.
- Tahmindjis, Phillip (2005). "Sexuality and International Human Rights Law". Journal of Homosexuality. Quyển 48 số 3–4. tr. 9–29. doi:10.1300/J082v48n03_03. PMID 15814499.
- Torra, Michael Jose (1998). "Gay Rights After the Iron Curtain". The Fletcher Forum of World Affairs. Quyển 22 số 2. tr. 73–88. ISSN 1046-1868. JSTOR 45289040.
- Wirtz, Andrea L.; Kirey, Anna; Peryskina, Alena; Houdart, Fabrice; Beyrer, Chris (2013). "Uncovering the epidemic of HIV among men who have sex with men in Central Asia". Drug and Alcohol Dependence. Quyển 132. tr. S17 – S24. doi:10.1016/j.drugalcdep.2013.06.031. PMID 23906993.
- Zinn, Alexander (2020). "»Das sind Staatsfeinde« Die NS-Homosexuellenverfolgung 1933–1945" ["They are enemies of the state": The Nazi persecution of homosexuals 1933–1945] (PDF). Bulletin des Fritz Bauer Instituts. tr. 6–13. ISSN 1868-4211.

#### Báo cáo
- Human Dignity Trust (tháng 5 năm 2016). "Breaking the Silence: Criminalisation of Lesbians and Bisexual Women and its Impacts" (PDF). Lưu trữ (PDF) bản gốc ngày 3 tháng 6 năm 2019. Truy cập ngày 11 tháng 1 năm 2022.
- ILGA (ngày 28 tháng 9 năm 2017). "ILGA-RIWI Global attitudes survey" (PDF) (bằng tiếng Anh). Lưu trữ (PDF) bản gốc ngày 13 tháng 1 năm 2018. Truy cập ngày 11 tháng 1 năm 2022.
- ILGA (ngày 14 tháng 12 năm 2020). "State-Sponsored Homophobia report - 2020 global legislation overview update" (PDF) (bằng tiếng Anh). Lưu trữ (PDF) bản gốc ngày 15 tháng 12 năm 2020. Truy cập ngày 10 tháng 1 năm 2022.